# HD 197027
HD 197027は、やぎ座にある恒星である。
この恒星の性質を計測した結果、太陽に非常によく似ている事がわかり、ソーラーツインの候補とされた。21の元素の含有量は、知られている他のソーラーツインよりも太陽に近い。さらに、有効温度、表面重力、微視的乱流は、太陽にほぼ等しい。ただし、約82億年と太陽よりかなり古い。太陽に似ている事は、地球型惑星を持つ候補である可能性を示唆している。

## 年齢

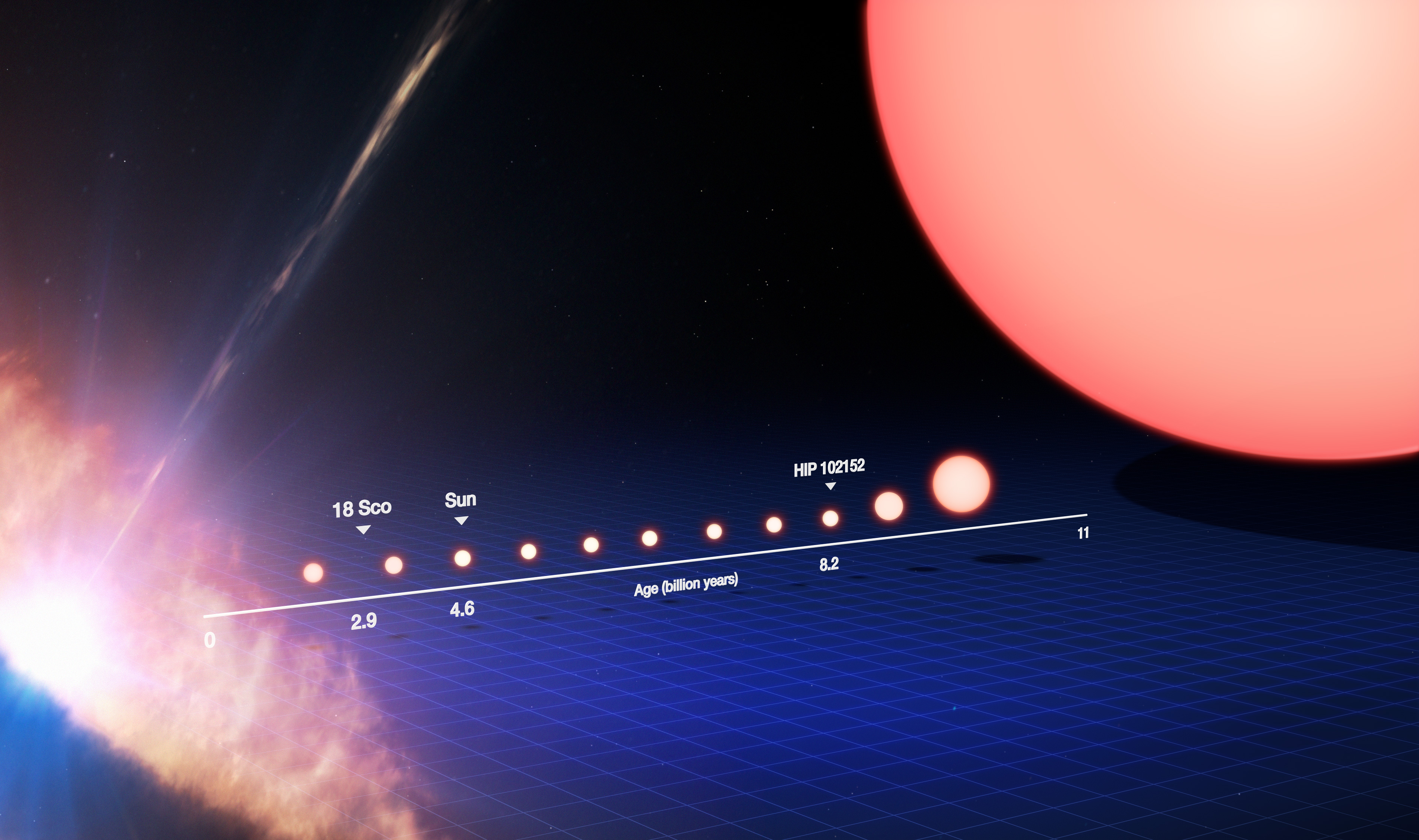
HD 197027、太陽, より若いソーラーツインさそり座18番星の関連